# یاکوب ماتچنز
یاکوب ماتچنز (آلمانی: Jacob Matschenz؛ زادهٔ ۱ ژانویهٔ ۱۹۸۴) هنرپیشه اهل آلمان است.
از فیلم‌ها یا برنامه‌های تلویزیونی که وی در آن نقش داشته‌است می‌توان به موج، جک و تنها در برلین اشاره کرد.